# جرج نادر
جرج عارف نادر (عربی: جورج نادر زاده ۱۵ مه ۱۹۵۹) مشاور، لابی‌گر، مشاور سیاسی و مجرم جنسی لبنانی-آمریکایی است. او بارها به عنوان لابی‌گر روابط غیررسمی بین سیاستمداران ایالات متحده و امارات متحده عربی و عربستان سعودی و همچنین به عنوان یک لابی‌گر برای شرکت امنیتی خصوصی بلک واتر عمل کرده‌است.
نادر به عنوان مشاور محمد بن زاید آل نهیان ولیعهد امارات متحده عربی و مشاور اریک پرنس بنیانگذار بلک واتر بوده‌است. در ژانویه ۲۰۱۸، بازرس ویژه رابرت مولر، نادر را در رابطه با سوءظن مبنی بر دست داشتن امارات در مبارزات انتخاباتی رئیس‌جمهور ترامپ در سال ۲۰۱۶ بازجویی کرد. در اوت ۲۰۱۶ نادر با دونالد ترامپ جونیور، اریک پرینس و جوئل زامل، کارآفرین اسرائیلی و متخصص در دستکاری رسانه‌های اجتماعی ملاقات کرد تا به تیم ترامپ برای پیروزی در انتخابات کمک کند. دربارهٔ اینکه آیا نزدیک به ۲ میلیون دلاری که نادر پس از پیروزی ترامپ به زامل پرداخت کرده‌است، مرتبط با این دیدار است روایت‌های متناقضی وجود دارد. در سال ۲۰۲۱، نادر به نقض قوانین مالی مبارزات انتخاباتی ایالات متحده با استفاده از بیش از ۳٫۵ میلیون دلار برای دستیابی به کمپین انتخاباتی هیلاری کلینتون در انتخابات ریاست جمهوری ایالات متحده در سال ۲۰۱۶ اعتراف کرد.
نادر در طول سال‌ها چندین بار با قانون در ارتباط با سوء استفاده جنسی از کودکان برخورد کرده‌است. او در دهه ۱۹۹۰ به دلیل حمل و نقل نشریات پورنوگرافی کودکان محکوم شد و در سال ۲۰۰۳ به دلیل آزار جنسی ده پسر در جمهوری چک به زندان افتاد. او در اوایل سال ۲۰۲۰ به دلیل پرواز یک پسر ۱۴ ساله از اروپا به ایالات متحده برای رابطه جنسی و حمل و نقل پورنوگرافی که آزار جنسی کودکان و حیوانات را به تصویر می‌کشد، اعتراف کرد.

## اوایل زندگی
نادر در لبنان متولد شد و مسیحی است. او بدون اینکه انگلیسی بلد باشد در نوجوانی به ایالات متحده نقل مکان کرد و سپس به دانشگاه ایالتی کلیولند رفت.

## فعالیتهای حرفه ای
از سال ۱۹۸۱ تا ۱۹۹۰، نادر سردبیر Middle East Insight بود. این مجله در سال ۲۰۰۲ متوقف شد.
در دوران دولت جورج اچ دبلیو بوش به آزادی گروگان‌های آمریکایی در لبنان پس از ماجرای ایران-کنترا کمک کرد. در طول دولت کلینتون، نادر با همکاری با رونالد لادر، وارث جوزفین لادر، تلاش ناموفقی برای میانجی‌گری یک توافق صلح اسرائیل و سوریه داشت.
در دهه ۲۰۰۰، نادر واشینگتن را ترک کرد و بیشتر وقت خود را در خاورمیانه، به ویژه در عراق پس از تهاجم سال ۲۰۰۳ به عراق گذراند. در آن زمان، نادر داوطلب شد تا به عنوان یک «دیپلمات مخفی» عمل کند که سیاستمداران ایالات متحده را با مقامات خاورمیانه مرتبط می‌کند.اریک پرینس، مؤسس شرکت امنیتی بلک واتر، نادر را برای کمک به قراردادها با دولت عراق استخدام کرد. در گزارشی در سال ۲۰۱۰، پرینس نادر را به عنوان «مشاور توسعه کسب و کار» معرفی کرد.
در آگوست ۲۰۱۶، نادر با دونالد ترامپ جونیور در برج ترامپ ملاقات کرد و به کمپین ریاست جمهوری پدرش کمک کرد. نادر به عنوان نماینده ولیعهد عربستان سعودی و حاکم غیررسمی محمد بن سلمان و محمد بن زاید آل نهیان، ولیعهد امارت ابوظبی خدمت کرد. این ملاقات شامل اریک پرینس و جوئل زامل، متخصص اسرائیلی در دستکاری رسانه‌های اجتماعی و مالک شرکت‌های جمع‌آوری اطلاعات از جمله ویکی استرت و گروه سای بود که به دریافت ۲ میلیون دلار از نادر به عنوان بخشی از کمپین ریاست‌جمهوری می‌بالیدند.
نادر در نشست دسامبر ۲۰۱۶ در نیویورک بین مقامات امارات متحده عربی و جرد کوشنر، مایکل فلین، و استیو بنن، یاران رئیس‌جمهور منتخب دونالد ترامپ، در نیویورک شرکت کرد. در ژانویه ۲۰۱۷، او در جلسه ای در جزایر سیشل بین امارات و اریک پرینس حضور داشت و زمانی که پرینس با مقامات امارات متحده عربی و کریل دیمیتریف، رئیس صندوق سرمایه‌گذاری مستقیم دولتی روسیه دیدار کرد، حضور داشت.
نادر در سال ۲۰۱۷، با همکاری با الیوت برودی، جمع‌آورنده کمک مالی جمهوری‌خواه، کنفرانسی در انتقاد از قطر که توسط بنیاد دفاع از دموکراسی‌ها برگزار شد، تأمین مالی کرد. در آن زمان نادر و برودی به کاخ سفید فشار می‌آوردند تا رکس تیلرسون وزیر امور خارجه را برکنار کند، وزیر امور خارجه که سعودی‌ها و اماراتی‌ها او را نسبت به ایران و قطر به اندازه کافی سخت گیر نمی‌دانستند.
در ژانویه ۲۰۱۸، احضاریه هیئت منصفه بزرگ به نادر ارائه شد، و بازرسان ویژه رابرت مولر از او بازجویی کردند تا مشخص کنند که آیا امارات متحده عربی سعی کرده‌است بر اعضای ستاد انتخاباتی رئیس‌جمهور ترامپ تأثیر بگذارد یا خیر. کاترین روملر، مشاور کاخ سفید دوران اوباما، در میان وکلای نادر بود. نادر از مصونیت اطلاعات برای تحقیقات برخوردار شد.

### هزینه‌های مالی کمپین
در دسامبر ۲۰۱۹، اسناد دادگاه از مهر و موم خارج شد که نشان می‌داد نادر در دادگاه فدرال به نقض قوانین مالی مبارزات انتخاباتی و جعل سوابق متهم شده‌است. دادستان‌ها ادعا کردند که با استفاده از اندی خواجه، مدیر صنعت بانکداری به عنوان جبهه ای برای پنهان کردن منبع، نادر بیش از ۳٫۵ میلیون دلار را به سازمان‌های حمایت کننده از کمپین انتخاباتی هیلاری کلینتون در سال ۲۰۱۶ در تلاش برای ایجاد روابط با نامزد ارسال کرده‌است. خواجه یک میلیون دلار به مراسم تحلیف ترامپ کمک کرد. اسناد حاکی از آن بود که نادر به‌طور مستمر وضعیت تلاش‌های خود را به یک کشور بیگانه که نامش فاش نشده گزارش می‌کرد. یک یادداشت محکومیتی در دسامبر ۲۰۲۱ نشان داد که نادر به «توطئه جنایتکارانه برای کلاهبرداری از دولت ایالات متحده» در این پرونده اعتراف کرده بود و دادستان‌ها به دنبال یک محکومیت پنج ساله بودند تا در پایان دوره محکومیت ۱۰ ساله اش در مورد پورنوگرافی کودک اجرا شود. (زیر را ببینید)

## سوء استفاده جنسی از کودکان
نادر به جنایات متعدد مربوط به استثمار جنسی از خردسالان محکوم شده‌است. اتهام دریافت فیلم‌ها و مجلات هلندی در سال ۱۹۸۵ که پسران قبل و بعد از بلوغ را در حال انجام اعمال جنسی نشان می‌دادند، به دلیل یک حکم بازرسی نامعتبر رد شد. یک دادگاه فدرال در ویرجینیا در سال ۱۹۹۱ او را به اتهام حمل و نقل فیلم‌های پورنوگرافی پسران حدوداً ۱۳ یا ۱۴ ساله از آلمان به شش ماه حبس محکوم کرد. دادستان‌ها موافقت کردند که این پرونده را «به دلیل ماهیت بسیار حساس کار آقای نادر در خاورمیانه» مهر و موم کنند.
در سال ۲۰۰۳، او در پراگ، جمهوری چک، به اتهام آزار جنسی ده پسر محکوم شد که به خاطر آن یک سال در زندان سپری کرد. سخنگوی دادگاه به مطبوعات گفت که این جنایات بین سال‌های ۱۹۹۹ و ۲۰۰۲ رخ داده‌است. در یک مورد، در اتاقش در هتل هیلتون پراگ، نادر از پسری ۱۴ ساله درخواست رابطه دهانی کرد. پس از امتناع او، نادر در مقابل او خودارضایی کرد و ۲۰۰۰ کرون (۹۲٫۲۵ دلار آمریکا) به او پرداخت.
در ژانویه ۲۰۱۸ او توسط مأموران FBI که از طرف بازرس ویژه رابرت مولر کار می‌کردند مورد بازجویی قرار گرفت و تصادفاً هرزه‌نگاری کودکان در یکی از سه تلفن همراه او پیدا شد، زیرا مأموران آن را بر اساس یک حکم بازرسی کردند. در ژوئن ۲۰۱۹ او توسط مأموران فدرال دستگیر شد و به داشتن پورنوگرافی کودکان و تصاویر حیوانی  و برای بار دوم، حمل و نقل پورنوگرافی کودکان متهم شد و در انتظار محاکمه در ویرجینیا در زندان نگهداری شد. همچنین در سال ۲۰۱۹ او متهم شد که در فوریه ۲۰۰۰ یک پسر ۱۴ ساله چک را از اروپا برای رابطه جنسی در خانه خود در واشینگتن منتقل کرده‌است. نادر با دادستان‌ها به توافق رسید: در ژانویه ۲۰۲۰، او به اتهام در اختیار داشتن پورنوگرافی کودکان و حمل و نقل یک خردسال اعتراف کرد که دادستان حداقل مجازات ۱۰ سال زندان را برای آن توصیه کرد. در ژوئن ۲۰۲۰، او این حکم را دریافت کرد.